# Madden NFL 2005
Madden NFL 2005 è un videogioco sportivo sviluppato e pubblicato dall'Electronic Arts nel 2004 per le principali piattaforme di gioco. Il gioco fa parte della serie Madden NFL.